# レハバム・ゼエビ

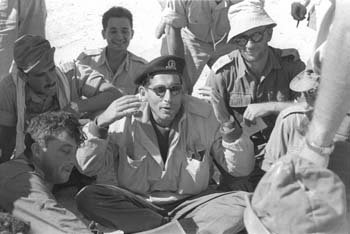
国防軍時代（中央のベレー帽をかぶっている人物・1956年）

レハバム・ゼエビ（ヘブライ語: רחבעם "גנדי" זאבי, ラテン文字転写: Rehavam Zeevi, 1926年6月20日 - 2001年10月17日）は、イスラエル・エルサレム出身のイスラエルの軍人、政治家。イスラエル国会議員を4期つとめた。

## 軍歴・政界進出
将校として、当初、ユダヤ人自警団「ハガナー」及び「パルマッハ」、後にイスラエル国防軍に勤務した。各中東戦争の従軍者であり、参謀本部作戦課長、少将の階級で退役した。また、ゼエビの息子の名はかつて所属していた組織の名である「パルマッハ」である。
1974年から1977年まで、イスラエル首相イツハーク・ラビンの情報活動・テロ対策問題担当顧問だった。
1988年、自身が創設したモレデット（祖国）党から出馬し政界へ進出、国会議員となり、4期つとめる。ラビ・メイル・カハネが主宰する宗教原理主義政党・カハが激しい糾弾を受け非合法化されたため、その受け皿となった。ゼエビは政界でも最右派の論者として知られた。同党は、パレスチナ人をヨルダン人とみなし、凶悪犯罪を犯した際にはヨルダンへの追放を主張していた。ヨルダンは1967年の第3次中東戦争まではヨルダン川西岸を支配し、人口の7割はパレスチナ人である。イツハーク・シャミール政権には、無任所相として入閣を果たすが、1991年のマドリッド・和平会談に抗議し辞任。1996年に発足したベンヤミン・ネタニヤフ政権では閣外協力という形で政権に参画。1999年、モレデット党は、トクマ（復興）党及び「我が家イスラエル」党と合流し、議会で「国家統一－我が家イスラエル」会派を形成した。アリエル・シャロンの国民統一政府では、観光相だった。ユダヤ教の帽子・キッパーを常時着用し、そのアラブ・パレスチナに対する強硬姿勢から敵も少なくなく常に拳銃を携帯していた。
2001年10月17日、エルサレムのハイアットホテルで、PFLP（パレスチナ解放人民戦線）所属のパレスチナ人テロリストにより暗殺された。ゼエビは17日朝、同ホテルで夫人と共に朝食をとった後、一時的に夫人と離れた間隙を突く形で銃撃が加えられた。ゼエビは暗殺される2日前に、アリエル・シャロン首相が歴代の首相としてはじめて、パレスチナ国家創設に言及したことに抗議し辞任。辞表発効を目前にしての暗殺劇であった。自身が党首をつとめていたモレデット党の党首は側近のベニー・エロンが後を継いだ。2007年12月、暗殺事件の実行犯に終身刑の判決が下された。